# بيتر هيل (صحفي)
بيتر هيل (بالإنجليزية: Peter Hill)‏ هو صحفي بريطاني، ولد في 6 أبريل 1945.